# ارکیده‌های گورزاد
ارکیده‌های گورزاد (نام علمی: Adenochilus) نام یک سرده از subtribe عنکبوتی‌ثعلبیان است.